# Copa da Escócia de 1934–35
A Copa da Escócia de 1934-35 foi a 57º edição do torneio mais antigo do futebol da Escócia. O campeão foi o Rangers F.C., que conquistou seu 9º título na história da competição ao vencer a final contra o Hamilton Academical F.C., pelo placar de 2 a 1.

## Premiação
| Copa da Escócia de 1934-35       |
| Escócia                          |
| -------------------------------- |
| Rangers F.C. Campeão (9º título) |